# Піскорув
Піскорув (пол. Piskorów) — село в Польщі, у гміні Пулави Пулавського повіту Люблінського воєводства.
Населення — 153 особи (2011).

## Демографія
Демографічна структура станом на 31 березня 2011 року:
|          | Загалом | Допрацездатний вік | Працездатний вік | Постпрацездатний вік |
| -------- | ------- | ------------------ | ---------------- | -------------------- |
| Чоловіки | 74      | 15                 | 51               | 8                    |
| Жінки    | 79      | 15                 | 45               | 19                   |
| Разом    | 153     | 30                 | 96               | 27                   |